# 대전갈마초등학교
대전갈마초등학교는 대한민국 대전광역시 서구 갈마동에 있는 공립 초등학교이다.

## 연혁
- 1962년 9월 3일 : 백운국민학교 갈마분교장 설치
- 1963년 3월 21일 : 대전갈마국민학교 승격(대전시 편입)
- 1981년 11월 1일 : 대전봉산국민학교 분리
- 1994년 3월 1일 : 유치원 설립(1학급)
- 1994년 9월 1일 : 학교 급식 실시
- 1996년 3월 1일 : 대전갈마초등학교로 개칭
- 1996년 10월 21일 : 대전월평초등학교 분리
- 2000년 2월 9일 : 교사 개축 준공(교실 82실)
- 2002년 10월 15일 : 체육관 준공
- 2013. 02. 15 제49회 졸업(220명)
- 2013. 03. 01 37학급 편성(특수학급 1학급)

## 참고 자료
- 대전갈마초등학교 - 한국교육학술정보원 학교알리미